# طلحة (اسم)
طَلْحَة هو اسم علم مذكر من أصل عربي، مشتق من الجذر طلح، ومعناه شجر عظام من شجر العضاة ترعاه الإبل والموز.

## قائمة
- كود سباركل
- تحديث القائمة

1. طلحة بن طاهر، أمير خراسان.
2. طلحة بن عبيد الله، صحابي وأحد العشرة المبشرين بالجنة ومن السابقين الأولين إلى الإسلام.
3. طلحة بن نافع، تابعي، وأحد رواة الحديث النبوي.
4. محمد طلحة الكاندهلوي، باحث إسلامي هندي.

## وصلات خارجية
- موسوعة السلطان قابوس لأسماء العرب نسخة محفوظة 5 أبريل 2019 على موقع واي باك مشين.